# لسا

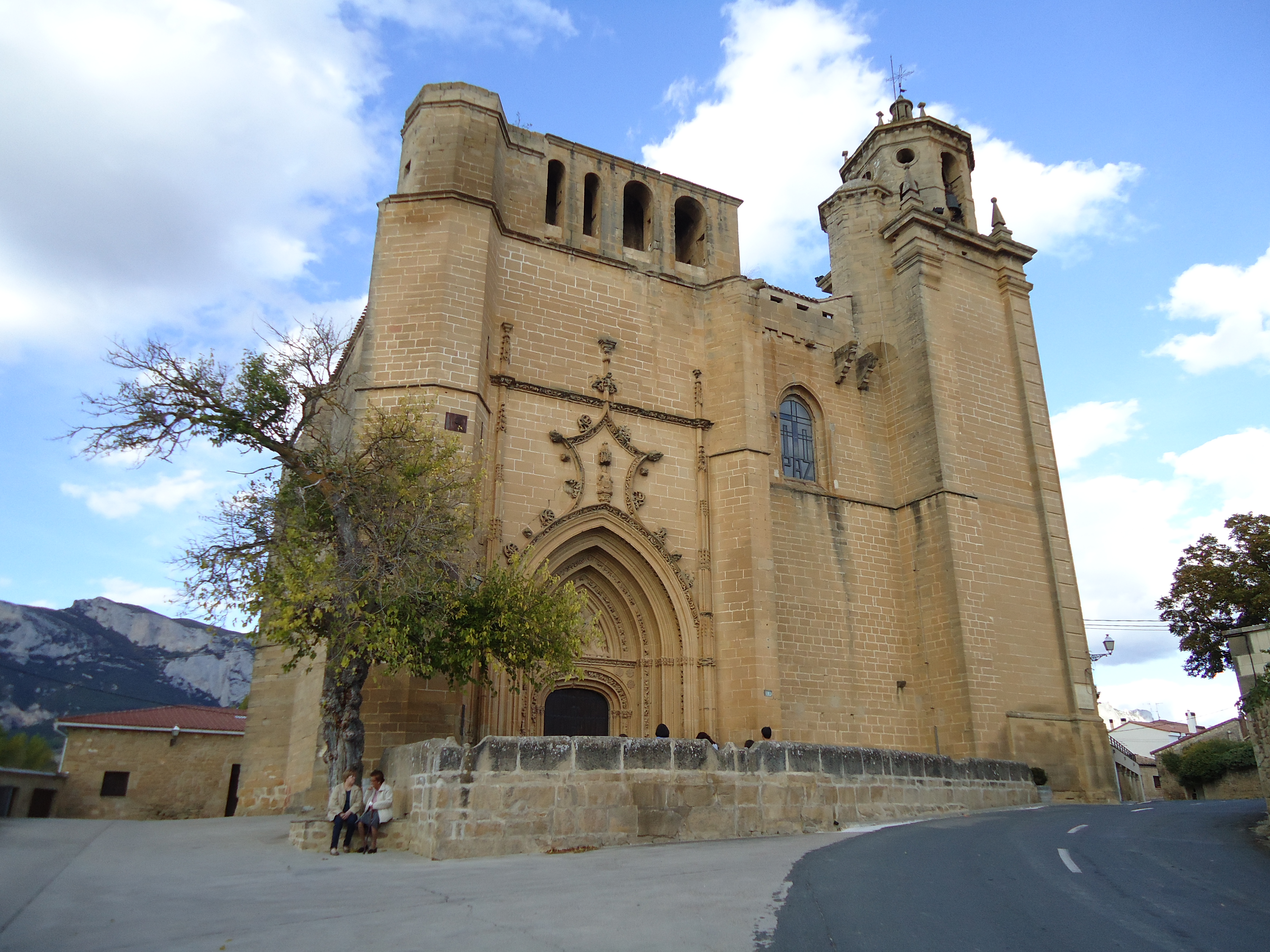
نمای ساختمان یک کلیسا در دهستان «لسا» - ۲۰۱۳

لسا دهستانی در استان آلابای اسپانیا است.
در این دهستان ۲۲۲ نفر زندگی می‌کنند. مساحت این دهستان ۱۰.۰۴ کیلومتر مربع است.